# Gongora cassidea
Gongora cassidea är en orkidéart som beskrevs av Heinrich Gustav Reichenbach. Gongora cassidea ingår i släktet Gongora och familjen orkidéer. Inga underarter finns listade i Catalogue of Life.

## Bildgalleri

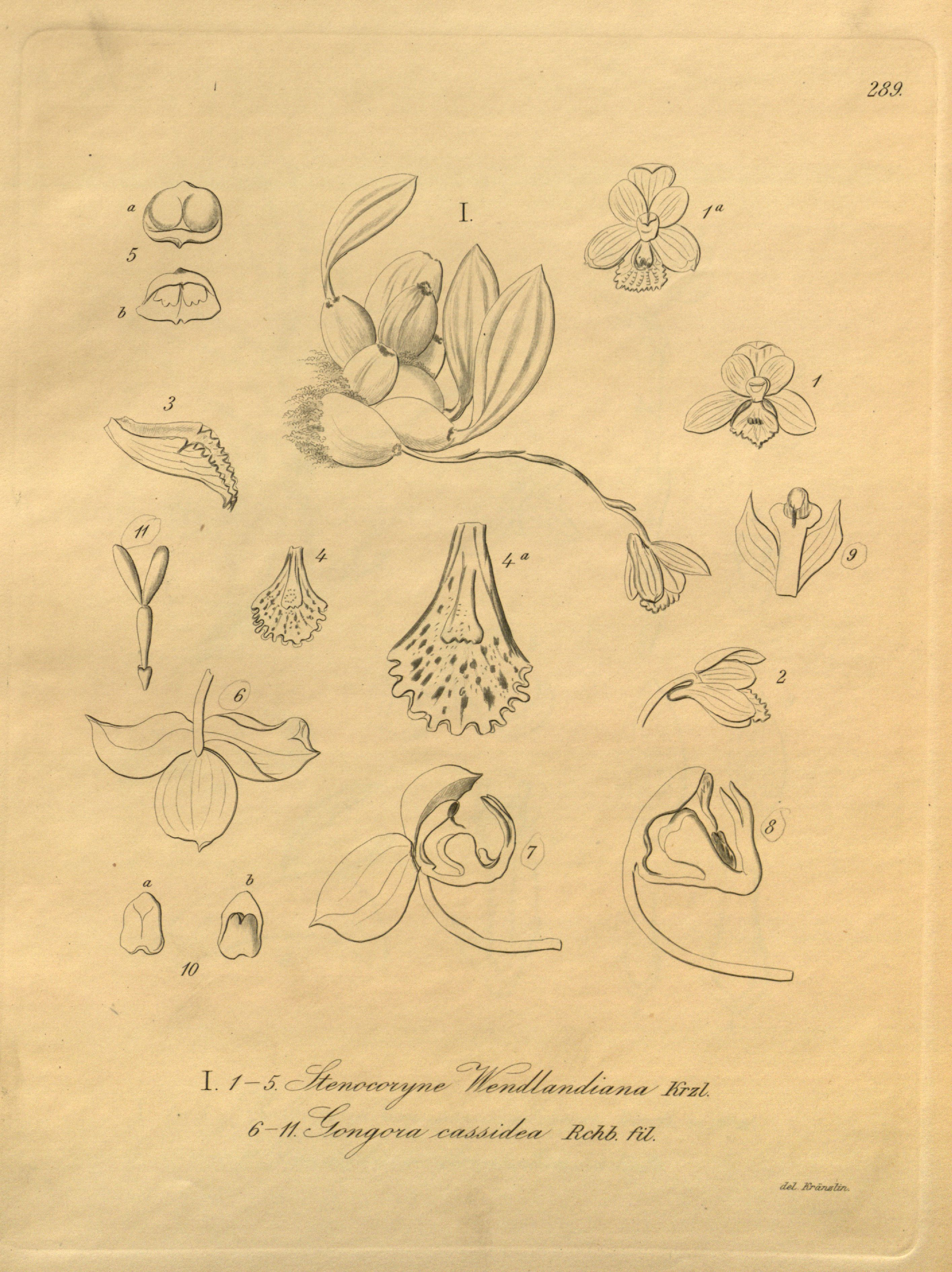
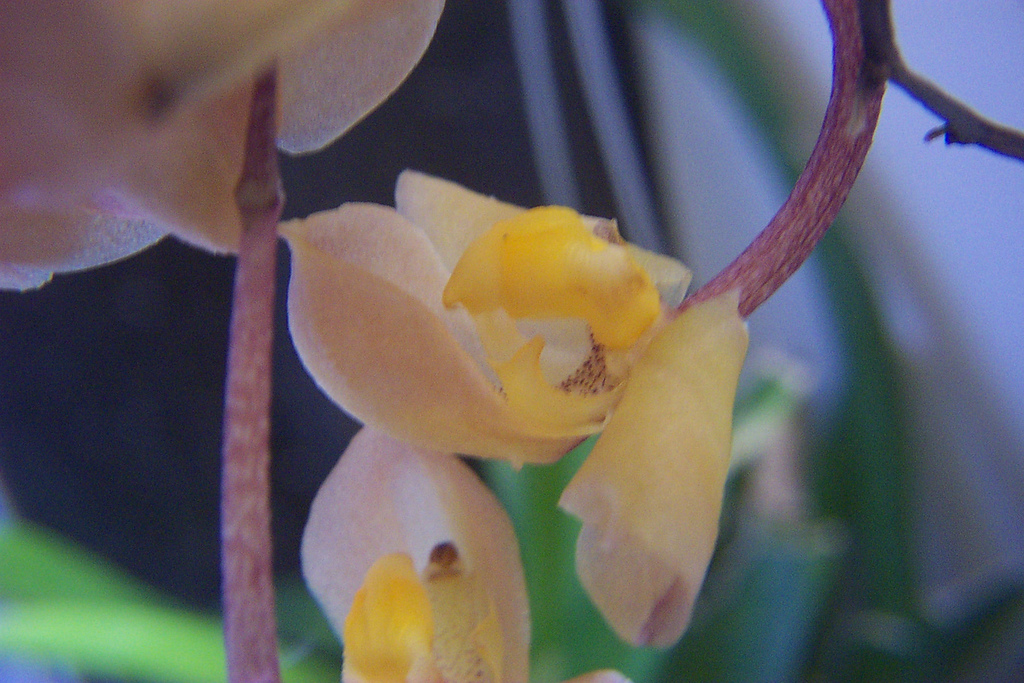